# Pseudopocota
Pseudopocota là một chi ruồi trong họ Syrphidae.